# Evan Taubenfeld
Evan David Taubenfeld (Baltimora, 27 giugno 1983) è un cantautore e chitarrista statunitense, noto soprattutto per le sue collaborazioni con Avril Lavigne.

## Infanzia
Figlio di Mark e Ami Taubenfeld, famiglia ebraica di gestori di un kosher catering di Baltimora, ha due fratelli minori: Drew, nato nel 1985 e componente della band di Demi Lovato, e Annie, nata nel 1991. Il suo primo approccio diretto con la musica avviene tramite una batteria per bambini, regalatagli dai nonni a soli 4 anni; sarà appunto come batterista che dieci anni dopo, mentre frequenta la McDonogh School di Owings Mills e adottando il nome di Evan David, si unirà ai The Suburbanites, gruppo locale votato allo ska punk, genere allora molto in voga.
Impara a suonare la chitarra, strimpellando Come as You Are dei Nirvana e sia le canzoni dei Green Day che degli Alice in Chains. Nel 2000 può così dar vita a un suo complesso di modern rock, gli Spinfire, in cui affida la batteria all'amico Matt Halpern, riservandosi il ruolo di chitarrista e cantante. La band vive un paio d'anni, conosce un discreto successo sulle radio e nei locali della costa atlantica, autoproduce il 13 febbraio 2001 anche l'album Spinfire CD, ma si scioglie nell'autunno del 2002 per discrepanze artistiche fra i suoi componenti.

## Il successo

### Nella band di Avril Lavigne
Sempre nel 2002 decide, per migliorare la propria formazione, di iscriversi al prestigioso Berklee College of Music di Boston, ma una telefonata di Josh Sarubin, vicepresidente dell'Arista Records, lo invita a New York per un'audizione. Evan si presenta, supera la prova e sigla un contratto come chitarrista e corista di Avril Lavigne. Con la bella e giovane cantante canadese, che proprio allora sta iniziando la sua strepitosa carriera, il feeling è immediato: i due sono pressoché coetanei, sentimenti ed emozioni sono analoghi come l'intesa spontanea tanto da arrivare a sospettare che i due avessero una relazione in segreto. Evan, che ha ripreso il cognome Taubenfeld, ne diviene rapidamente il braccio destro e collabora alle sue canzoni, partecipa ai suoi video, tour e concerti, talora come unico accompagnatore.
Successivamente scrivono insieme canzoni come Take Me Away, Don't Tell Me e Freak Out, mentre altri brani come Not Gonna Run e Afraid I Might Find Another Guy non verranno mai pubblicati. Tuttavia l'11 settembre 2004 Evan lascia la band, dopo aver partecipato, il 9 settembre 2004, al Maxim Party con Avril Lavigne.
Nell'album The Best Damn Thing, del 2007, scrive per Avril le canzoni Hot, terzo singolo del disco, Innocence, quarto singolo italiano, One of Those Girls e Contagious. Compare inoltre nel video di Girlfriend e nel video di The Best Damn Thing.
Evan ha collaborato con Avril Lavigne anche per le canzoni Push, Everybody Hurts e Not Enough del quarto album della canadese, Goodbye Lullaby, uscito in Italia l'8 marzo 2011. Compare inoltre come chitarrista nel video del primo singolo del suddetto album, What the Hell, apparendo anche nel video musicale ufficiale.
Nel 2013, compare come chitarrista nel primo singolo del suo quinto album in studio, Here's to Never Growing Up, apparendo anche nel video musicale ufficiale.

### IDitch Ruxtone gliStereopony
Nonostante i molteplici obblighi e le lucrose soddisfazioni legate alla collaborazione con Avril, Evan continua a desiderare la formazione di una propria band, e, nel giugno del 2003 costituisce, con gli amici Matt Halpern, sempre alla batteria, e Mike Mc Aree, il gruppo dei Ditch Ruxton. L'iniziativa, collaterale rispetto all'impegno principale con la rockstar canadese, parte bene e con i favori del pubblico, ma dura giusto un anno: nel giugno 2004 anche il nuovo complesso si scioglie. Nel maggio 2005 inizia a registrare un nuovo CD con la sua nuova band.
Dal 2010 al 2012, diventa parte della band Stereopony, band che cambia nome appunto in Evanpony, ma la band si scioglie nel 2012 in seguito al mancato successo dei suoi album. 

### Carriera da solista
Nel 2006 avrebbe dovuto pubblicare il suo album di debutto, Just Sign Here..., sotto la Warner Bros. Record, ma l'album non è mai stato pubblicato. Per l'album aveva registrato i brani Fear, SlowRocker, Love/Hate, Somethings go wrong, So Suddenly, Stubborn, Starting over, Weak Night's, Feeling Beautiful e My Apology.
Nel 2010 viene pubblicato il suo primo album solista, Welcome to the Blacklist Club. I singoli Merry Swiftmas, Starbucks Girl, Best Years Of Our Lives e Claire non sono stati inclusi nel progetto.
Nel 2012 pubblica il singolo Song 1 e il 24 giugno 2013 pubblica il singolo Still in Love Somehow.

## Discografia

### Album
| Titolo                        | Dettagli                                                                                                   | Posizione in classifica |
| Titolo                        | Dettagli                                                                                                   | USA                     |
| ----------------------------- | --- | ----------------------- |
| Welcome to the Blacklist Club | - Data di pubblicazione: 18 maggio 2010 - Etichetta: Sire/Reprise Records - Formato: CD, download digitale | —                       |

### Singoli
| Titolo                                            | Anno | Posizione in classifica | Album                         |
| Titolo                                            | Anno | USA                     | Album                         |
| ------------------------------------------------- | ---- | ----------------------- | ----------------------------- |
| Cheater of the Year                               | 2009 | —                       | Welcome to the Blacklist Club |
| Starbucks Girl                                    | 2009 | —                       |                               |
| Boy Meets Girl                                    | 2009 | —                       | Welcome to the Blacklist Club |
| It's Like That                                    | 2009 | —                       | Welcome to the Blacklist Club |
| Merry Swiftmas (Even Though I Celebrate Chanukah) | 2009 | —                       |                               |
| Pumpkin Pie                                       | 2010 | —                       | Welcome to the Blacklist Club |
| Best Years of Our Lives (con Avril Lavigne)       | 2011 | —                       |                               |
| Song 1                                            | 2012 | —                       |                               |
| Claire                                            | 2013 | —                       |                               |
| Still in Love Somehow                             | 2013 | —                       |                               |

## Filmografia

### Film
| Anno | Titolo                      | Ruolo      | Note                                  |
| ---- | --------------------------- | ---------- | ------------------------------------- |
| 2003 | Avril Lavigne: My World     | Se stesso  | Chitarra principale e voce secondaria |
| 2015 | Flipped (a.k.a. Blood Rush) | Scotty Dee | Attore                                |

### Televisione
| Anno | Titolo  | Ruolo         | Note                         |
| ---- | ------- | ------------- | ---------------------------- |
| 2007 | KAYA    | Se stesso     | Direttore musicale esclusivo |
| 2009 | Private | Blake Pearson | Assente nei primi 2 episodi  |